# Liste der Kardinalpriester von San Bernardo alle Terme
Folgende Kardinäle waren Kardinalpriester von San Bernardo alle Terme:
- Giovanni Bona SOCist (1670–1674)
- Galeazzo Marescotti (1676–1681)
- vakant (1681–1690)
- Giovanni Battista Costaguti (1690–1691)
- Urbano Sacchetti (1693–1704)
- Lorenzo Casoni (1706–1715)
- Francesco Barberini, Jr. (1715–1718)
- Bernardo Maria Conti OSB (1721–1730)
- Henri Pons de Thiard de Bissy (1730–1737)
- Domenico Silvio Passionei (1738–1755); in commendam (1755–1761)
- Ignazio Michele Crivelli (1761–1768)
- vakant (1768–1773)
- Gennaro Antonio De Simone (1773–1780)
- Giuseppe Maria Capece Zurlo OTheat (1783–1801)
- Carlo Oppizzoni (1804–1839)
- Filippo de Angelis (1839–1867)
- vakant (1867–1875)
- Victor-Augustin-Isidore Dechamps CSsR (1875–1883)
- Francesco Battaglini (1885–1892)
- Giuseppe Melchiorre Sarto (1893–1903), zu Papst Pius X. gewählt
- Emidio Taliani (1903–1907)
- Pietro Gasparri (1907–1915)
- Giovanni Cagliero SDB (1915–1920)
- Achille Locatelli (1922–1935)
- Alfred-Henri-Marie Baudrillart IOSFN (1935–1942)
- Clemens August Graf von Galen (1946)
- Georges Grente (1953–1959)
- Aloysius Muench (1959–1962)
- Raúl Silva Henríquez SDB (1962–1999)
- Varkey Vithayathil CSsR (2001–2011)
- George Alencherry (seit 2012)